# GGTS 1
GGTS 1 (Gravity Gradient Test Satellite) – amerykański wojskowy satelita technologiczny służący do testowania nowej metody stabilizacji satelitów na orbicie. Satelita został wyniesiony na orbitę wraz z siedmioma wojskowymi satelitami komunikacyjnymi IDCSP.

## Opis i działanie
GGTS 1 został zbudowany w oparciu o konstrukcję satelitów komunikacyjnych IDCSP, w celu testowania nowej metody stabilizacji satelitów na orbicie. Energii satelicie dostarczały baterie, a nie ogniwa fotowoltaiczne zastosowane w satelitach telekomunikacyjnych.
Testy na orbicie polegały na wysunięciu z dwóch stron satelity pręta o łącznej długości 15,8 m, na którego końcach zamocowano kuliste odważniki o masie 5 kg. Odpowiednie rozmieszczenie obciążeń miało zapewnić satelicie stabilizację. Plan zakładał, że w ciągu 60 dni uda się osiągnąć poziom stabilizacji wynoszący plus-minus 8 stopni kątowych, odnośnie do osi pionowej i poziomej  .

## Misja
Misja rozpoczęła się 16 czerwca 1966 roku, kiedy rakieta Titan 3C wyniosła z kosmodromu Cape Canaveral Air Force Station  na orbitę geosynchroniczną pierwszego satelitę GGTS. Po znalezieniu się na orbicie GGTS 1 otrzymał oznaczenie COSPAR 1966-53A .
Satelita po wykonaniu swojej misji pozostaje na orbicie .